# Ligat ha'Al 2016-2017
La Ligat ha'Al 2016-2017 è stata la 76ª edizione della massima divisione del campionato israeliano di calcio.
La stagione regolare si è disputata tra il 20 agosto 2016 e il 13 marzo 2017. Il 18 marzo dello stesso anno hanno preso il via sia i play-out che i play-off: i primi si sono conclusi il 13 maggio, i secondi il 20.
Il campionato è stato matematicamente vinto il 29 aprile dall'Hapoel Be'er Sheva, laureatosi così campione per la seconda volta consecutiva, la quarta in assoluto.
Sono retrocessi l'Hapoel Kfar Saba e, piuttosto clamorosamente, l'Hapoel Tel Aviv, quest'ultimo al termine di una stagione contraddistinta da critiche condizioni economiche.
Capocannoniere del torneo è risultato, con 19 goal, Viðar Örn Kjartansson, attaccante del Maccabi Tel Aviv, primo islandese a riuscire a laurearsi miglior marcatore della massima competizione calcistica israeliana.

## Squadre partecipanti
| Club                | Città         | Stadio               | Posizione 2015-2016 |
| ------------------- | ------------- | -------------------- | ------------------- |
| Ashdod              | Ashdod        | Stadio HaYud-Alef    | 1° in Liga Leumit   |
| Beitar Gerusalemme  | Gerusalemme   | Stadio Teddy Kollek  | 3º posto            |
| Bnei Sakhnin        | Sakhnin       | Stadio Doha          | 5º posto            |
| Bnei Yehuda         | Tel Aviv      | Stadio HaMoshava     | 8º posto            |
| Hapoel Ashkelon     | Ascalona      | Stadio Sala          | 2° in Liga Leumit   |
| Hapoel Be'er Sheva  | Be'er Sheva   | Stadio Yaakov Turner | Campione            |
| Hapoel Haifa        | Haifa         | Stadio Sammy Ofer    | 12º posto           |
| Hapoel Kfar Saba    | Kfar Saba     | Stadio Levita        | 10º posto           |
| Hapoel Ra'anana     | Ra'anana      | Stadio Netanya       | 6º posto            |
| Hapoel Tel Aviv     | Tel Aviv      | Stadio HaMoshava     | 9º posto            |
| Ironi Kiryat Shmona | Kiryat Shmona | Stadio municipale    | 11º posto           |
| Maccabi Haifa       | Haifa         | Stadio Sammy Ofer    | 4º posto            |
| Maccabi Petah Tiqwa | Petah Tiqwa   | Stadio HaMoshava     | 7º posto            |
| Maccabi Tel Aviv    | Tel Aviv      | Stadio Netanya       | 2º posto            |

## Formula
Per la presente stagione, l'IFA ha confermato la stessa formula adottata a partire dal campionato 2013-2014.
Prendono parte alla massima serie 14 squadre, che si affrontano, dapprima, in un girone all'italiana di 26 giornate, tra andata e ritorno.
Al termine della stagione regolare, le sei squadre classificatesi dal primo al sesto posto partecipano ai play-off per il titolo e per la qualificazione alle Coppe europee; le otto squadre classificatesi dal settimo al quattordicesimo posto disputano, invece, i play-out per determinare le retrocessioni.
Tanto nei play-off quanto nei play-out, le squadre partono con gli stessi punti ottenuti durante la stagione regolare.
La squadra campione si qualificherà al secondo turno preliminare della UEFA Champions League 2017-2018. La seconda classificata si qualificherà al secondo turno preliminare di UEFA Europa League 2017-2018, mentre la terza sarà qualificata al primo turno preliminare della medesima rassegna. 
Poiché un posto (al secondo turno preliminare di Europa League) è previsto anche per la squadra vincitrice della Coppa di Stato 2016-2017, se detto trofeo sarà vinto da un club classificatosi al secondo o al terzo posto dei play-off (o, in caso di vittoria della Coppa di Stato da parte della squadra campione nazionale, se in tale posizione si classificherà la finalista), sarà qualificata al primo turno di Europa League anche la quarta classificata.
Saranno retrocesse le ultime due squadre classificatesi ai play-out, che verranno rimpiazzate dalle due squadre promosse dalla Liga Leumit.
I play-off si disputano in partite di andata e ritorno, per un totale di 10 giornate (dalla 27ª alla 36ª giornata). I play-out, invece, si disputano in partite di sola andata, per un totale di sette giornate (dalla 27ª alla 33ª).
Ciascuna squadra, pertanto, disputa complessivamente 36 o 33 partite, a seconda che partecipi ai play-off o ai play-out.

## Stagione regolare

### Classifica
|  | Pos. | Squadra             | Pt | G  | V  | N  | P  | GF | GS | DR  |
|  | ---- | ------------------- | -- | -- | -- | -- | -- | -- | -- | --- |
|  | 1.   | Hapoel Be'er Sheva  | 59 | 26 | 18 | 5  | 3  | 54 | 13 | +41 |
|  | 2.   | Maccabi Tel Aviv    | 56 | 26 | 17 | 5  | 4  | 45 | 19 | +26 |
|  | 3.   | Maccabi Petah Tiqwa | 48 | 26 | 13 | 9  | 4  | 36 | 23 | +13 |
|  | 4.   | Beitar Gerusalemme  | 40 | 26 | 10 | 10 | 6  | 34 | 27 | +7  |
|  | 5.   | Bnei Sakhnin        | 39 | 26 | 10 | 9  | 7  | 26 | 26 | 0   |
|  | 6.   | Maccabi Haifa       | 38 | 26 | 10 | 8  | 8  | 30 | 25 | +5  |
|  | 7.   | Ironi K. Shmona     | 35 | 26 | 9  | 8  | 9  | 35 | 33 | +2  |
|  | 8.   | Hapoel Haifa        | 28 | 26 | 8  | 4  | 14 | 29 | 36 | -7  |
|  | 9.   | Ashdod              | 28 | 26 | 6  | 10 | 10 | 15 | 26 | -11 |
|  | 10.  | Hapoel Ra'anana     | 28 | 26 | 7  | 7  | 12 | 14 | 29 | -15 |
|  | 11.  | Bnei Yehuda         | 25 | 26 | 5  | 10 | 11 | 20 | 32 | -12 |
|  | 12.  | Hapoel Kfar Saba    | 21 | 26 | 4  | 9  | 13 | 17 | 34 | -17 |
|  | 13.  | Hapoel Ashkelon     | 18 | 26 | 3  | 9  | 14 | 15 | 39 | -14 |
|  | 14.  | Hapoel Tel Aviv     | 17 | 26 | 5  | 11 | 10 | 18 | 26 | -8  |

Legenda:

      Ammesse ai play-off

      Ammesse ai play-out

### Risultati
|                  | Ash  | BeG  | BnS  | BnY  | HAs  | HBS  | HHa  | HKS  | HRa  | HTA  | IKS  | MHa  | MPT  | MTA  |
| ---------------- | ---- | ---- | ---- | ---- | ---- | ---- | ---- | ---- | ---- | ---- | ---- | ---- | ---- | ---- |
| Ashdod           | –––– | 0-0  | 1-1  | 2-2  | 1-0  | 0-1  | 1-3  | 0-0  | 0-1  | 1-0  | 0-0  | 1-1  | 2-2  | 1-2  |
| Beitar G.        | 1-1  | –––– | 0-1  | 2-2  | 3-0  | 1-3  | 1-0  | 1-0  | 1-0  | 1-1  | 2-2  | 0-1  | 1-1  | 1-0  |
| Bnei Sakhnin     | 0-1  | 0-2  | –––– | 1-1  | 1-0  | 0-0  | 2-1  | 1-0  | 1-1  | 0-0  | 5-2  | 1-0  | 0-1  | 0-3  |
| Bnei Yehuda      | 2-0  | 1-1  | 1-1  | –––– | 0-0  | 0-3  | 1-1  | 1-1  | 0-2  | 0-1  | 0-1  | 1-1  | 1-4  | 1-0  |
| H. Ashkelon      | 0-0  | 1-1  | 0-1  | 1-0  | –––– | 1-5  | 3-2  | 0-0  | 0-0  | 0-1  | 1-1  | 0-2  | 0-1  | 1-2  |
| H. Be'er Sheva   | 5-0  | 2-1  | 3-0  | 2-1  | 2-1  | –––– | 5-1  | 3-0  | 2-1  | 1-1  | 2-0  | 2-0  | 5-0  | 2-0  |
| H. Haifa         | 0-1  | 4-0  | 0-1  | 1-0  | 3-1  | 0-0  | –––– | 1-2  | 1-0  | 0-2  | 1-2  | 0-0  | 2-1  | 2-4  |
| H. Kfar Saba     | 1-0  | 0-2  | 2-1  | 0-1  | 1-1  | 0-2  | 1-2  | –––– | 1-2  | 0-0  | 2-2  | 0-2  | 1-3  | 1-1  |
| H. Ra'anana      | 0-0  | 0-4  | 0-1  | 1-0  | 0-2  | 1-0  | 2-0  | 1-0  | –––– | 0-0  | 0-3  | 1-1  | 0-1  | 0-3  |
| H. Tel Aviv      | 2-0  | 1-2  | 1-1  | 1-2  | 2-0  | 0-0  | 0-0  | 1-1  | 0-0  | –––– | 3-3  | 0-2  | 0-1  | 0-1  |
| I. Kiryat Shmona | 1-0  | 2-0  | 2-2  | 0-1  | 4-1  | 0-2  | 2-0  | 1-2  | 0-0  | 2-1  | –––– | 3-0  | 0-1  | 1-2  |
| M. Haifa         | 0-1  | 0-2  | 1-2  | 1-1  | 5-0  | 2-1  | 0-3  | 2-0  | 2-0  | 1-0  | 0-0  | –––– | 0-2  | 2-2  |
| M. Petah Tiqwa   | 0-1  | 2-2  | 1-1  | 2-0  | 1-1  | 1-1  | 3-1  | 0-0  | 2-0  | 2-0  | 2-1  | 2-2  | –––– | 0-1  |
| M. Tel Aviv      | 1-2  | 2-2  | 2-1  | 2-0  | 0-0  | 1-0  | 1-0  | 3-1  | 4-1  | 5-0  | 3-0  | 0-2  | 0-0  | –––– |

## Play-off

### Classifica finale
|                    | Pos. | Squadra             | Pt | G  | V  | N  | P  | GF | GS | DR  |
| ------------------ | ---- | ------------------- | -- | -- | -- | -- | -- | -- | -- | --- |
| Israele (bandiera) | 1.   | Hapoel Be'er Sheva  | 85 | 36 | 26 | 7  | 3  | 73 | 18 | +55 |
|                    | 2.   | Maccabi Tel Aviv    | 72 | 36 | 22 | 6  | 8  | 61 | 28 | +33 |
|                    | 3.   | Beitar Gerusalemme  | 60 | 36 | 16 | 12 | 8  | 53 | 36 | +17 |
|                    | 4.   | Maccabi Petah Tiqwa | 56 | 36 | 15 | 11 | 10 | 42 | 34 | +8  |
|                    | 5.   | Bnei Sakhnin        | 48 | 36 | 13 | 9  | 14 | 32 | 46 | -14 |
|                    | 6.   | Maccabi Haifa       | 45 | 36 | 12 | 9  | 15 | 34 | 41 | -7  |

Legenda:
      Campione d'Israele e ammessa alla UEFA Champions League 2017-2018
      Ammesse alla UEFA Europa League 2017-2018
Note:
Tre punti a vittoria, uno a pareggio, zero a sconfitta.
Le squadre iniziano con gli stessi punti con cui hanno concluso la stagione regolare.

### Risultati
|                | BeG  | BnS  | HBS  | MHa  | MPT  | MTA  |
| -------------- | ---- | ---- | ---- | ---- | ---- | ---- |
| Beitar G.      | –––– | 3-0  | 1-1  | 2-0  | 2-1  | 1-1  |
| Bnei Sakhnin   | 1-5  | –––– | 1-3  | 1-0  | 1-0  | 1-3  |
| H. Be'er Sheva | 2-0  | 2-0  | –––– | 4-0  | 1-1  | 1-0  |
| M. Haifa       | 3-2  | 0-1  | 0-1  | –––– | 0-0  | 0-2  |
| M. Petah Tiqwa | 0-1  | 1-0  | 1-2  | 0-1  | –––– | 2-1  |
| M. Tel Aviv    | 0-2  | 3-0  | 1-2  | 3-0  | 2-0  | –––– |

## Play-out

### Classifica finale
|       | Pos. | Squadra          | Pt | G  | V  | N  | P  | GF | GS | DR  |
| ----- | ---- | ---------------- | -- | -- | -- | -- | -- | -- | -- | --- |
|       | 7.   | Ironi K. Shmona  | 39 | 33 | 10 | 9  | 14 | 44 | 48 | -4  |
|       | 8.   | Hapoel Haifa     | 37 | 33 | 10 | 7  | 16 | 39 | 46 | -7  |
|       | 9.   | Ashdod           | 36 | 33 | 7  | 15 | 11 | 22 | 32 | -10 |
|       | 10.  | Hapoel Ra'anana  | 36 | 33 | 9  | 9  | 15 | 22 | 40 | -18 |
| [ 4 ] | 11.  | Bnei Yehuda      | 35 | 33 | 8  | 11 | 14 | 26 | 39 | -13 |
|       | 12.  | Hapoel Ashkelon  | 32 | 33 | 7  | 11 | 15 | 24 | 42 | -18 |
|       | 13.  | Hapoel Kfar Saba | 31 | 33 | 7  | 10 | 16 | 23 | 40 | -17 |
|       | 14.  | Hapoel Tel Aviv  | 29 | 33 | 8  | 14 | 11 | 29 | 34 | -5  |

Legenda:
      Ammessa alla UEFA Europa League 2017-2018
      Retrocesse in Liga Leumit 2017-2018
Note:
Tre punti a vittoria, uno a pareggio, zero a sconfitta.
Le squadre iniziano con gli stessi punti con cui hanno concluso la stagione regolare.

### Risultati
|                  | Ash  | BnY  | HAs  | HHa  | HKS  | HRa  | HTA  | IKS  |
| ---------------- | ---- | ---- | ---- | ---- | ---- | ---- | ---- | ---- |
| Ashdod           | –––– |      |      |      |      | 2-2  | 2-0  | 1-1  |
| Bnei Yehuda      | 2-1  | –––– |      |      | 1-0  |      |      | 0-2  |
| H. Ashkelon      | 0-0  | 1-0  | –––– |      |      |      |      | 2-1  |
| H. Haifa         | 1-1  | 1-1  | 1-4  | –––– |      |      | 3-3  |      |
| H. Kfar Saba     |      |      | 1-0  | 1-0  | –––– | 0 -2 |      |      |
| H. Ra'anana      |      | 0-2  | 0-2  | 0-2  |      | –––– | 1-1  |      |
| H. Tel Aviv      |      | 2-0  | 0-0  |      | 2-0  |      | –––– |      |
| I. Kiryat Shmona |      |      |      | 0-2  | 1-4  | 2-3  | 2-3  | –––– |

## Statistiche

### Classifica marcatori
| Gol |  |  | Giocatore             | Squadra             |
| --- |  |  | --------------------- | ------------------- |
| 19  |  |  | Viðar Örn Kjartansson | Maccabi Tel Aviv    |
| 15  |  |  | Tal Ben Haim          | Maccabi Tel Aviv    |
| 14  |  |  | Anthony Nwakaeme      | Hapoel Be'er Sheva  |
| 14  |  |  | Ben Sahar             | Hapoel Be'er Sheva  |
| 14  |  |  | Itay Shechter         | Beitar Gerusalemme  |
| 11  |  |  | Idan Vered            | Beitar Gerusalemme  |
| 10  |  |  | Gidi Kanyuk           | Maccabi Petah Tiqwa |
| 10  |  |  | Eli Elbaz             | Hapoel Kfar Saba    |
| 9   |  |  | Mahran Lala           | Hapoel Haifa        |
| 9   |  |  | Guy Melamed           | Maccabi Petah Tiqwa |

## Verdetti finali
- Hapoel Be'er Sheva (1º classificato) Campione di Israele e qualificato al secondo turno preliminare della UEFA Champions League 2017-2018
- Maccabi Tel Aviv (2º classificato) e Beitar Gerusalemme (3º classificato) qualificate al primo turno preliminare della UEFA Europa League 2017-2018
- Bnei Yehuda (vincitore della Coppa di Stato 2016-2017) qualificato al secondo turno preliminare della UEFA Europa League 2017-2018
- Hapoel Kfar Saba (13º classificato) e Hapoel Tel Aviv (14º classificato) retrocesse in Liga Leumit 2017-2018